# Estación Ewald
Ewald era una estación de ferrocarril ubicada en la ciudad de Avellaneda, provincia de Santa Fe, Argentina.
Los terrenos de la antigua estación son ahora una playa de estacionamiento municipal de camiones.

## Servicios
No presta servicios de pasajeros, ni de cargas. Sus vías correspondían al Ramal F14 del Ferrocarril General Belgrano.